# Giacomo Lubrano
Giacomo Lubrano (* 12. September 1619 in Neapel; † 23. Oktober 1693 ebenda) war ein italienischer Jesuitenpater und Prediger.
Er argumentierte er in seinen Predigten gegen den Quietismus. Er hinterließ lateinische Epigramme in Anlehnung an Catull und Martial und eine Sammlung von Gedichten in der Volkssprache (Scintille poetiche o poesie sacre e morali, 1674), die ihn aufgrund seines gewagten Konzeptismus zu einem der bedeutendsten Vertreter der Marinismus machen.

## Leben
Giacomo Lubrano wurde 1619 in Neapel geboren. Er trat 1635 bei den Jesuiten ein. Abgesehen von einer zweijährigen Abwesenheit von seiner Heimatstadt zwischen 1658 und 1660 und seinen zahlreichen Predigtverpflichtungen in anderen italienischen Regionen (er erhielt Einladungen, Predigten in Rom, Palermo, Venedig und sogar auf Malta zu halten), verbrachte er den größten Teil seines Lebens in und um Neapel, wo er 1693 starb.

## Werke
Lubrano war zu Lebzeiten weithin als Prediger und Dichter bekannt. Er predigte im November 1670 vor Papst Clemens X. Giambattista Vico, der in seiner Jugend die Poesie pflegte, bat ihn um eine Stellungnahme zu seinen Fortschritten in der Poesie und legte ihm zur Korrektur eine Kanzone über die Rosen vor.
Sein umfangreiches Werk in italienischer und lateinischer Sprache umfasst zwei Sammlungen heiliger und moralischer Verse, Scintille poetiche (Poetische Funken, 1674) und Suaviludia musarum ad Sebethi ripam (1690), sowie Predigten, Briefe und Reden.
Lubranos Sammlung italienischer Gedichte wurde 1674 und 1690 unter dem Titel Scintille poetiche unter dem Pseudonym Paolo Brinacio veröffentlicht. Sowohl chronologisch als auch stilistisch stellt seine italienische Poesie eines der extremsten Beispiele des späten neapolitanischen Concettismo dar. Lubranos poetischer Stil wurde von vielen seiner Zeitgenossen heftig kritisiert, insbesondere von seinen Landsleuten Nicola Capasso und Francesco Maria Casini. Trotz seiner Orthodoxie und Frömmigkeit wurde Lubrano von Seiten der Kirche selbst kritisiert, die den eingebildeten und hyperbolischen Stil einiger religiöser Schriftsteller und Prediger der damaligen Zeit beklagten. Seine Poesie wurde über zwei Jahrhunderte lang als absurd verspottet und erst kürzlich wegen des gleichen extremen Concettismo neu bewertet, der zuvor dazu geführt hatte, dass sie abgetan wurde. Viele seiner Texte sind in Benedetto Croces einflussreicher Anthologie barocker Poesie enthalten, die 1910 erschien (Lirici marinisti, Bari, 1910).
In seinen Gedichten drückt Lubrano einen beunruhigten, wenn auch tiefen Glauben und eine Sicht auf die natürliche Welt aus, die eher der von Lukrez oder Heraklit ähnelt als der Naturphilosophie, die von jesuitischen Autoritäten seiner Zeit vertreten wurde. In der Philosophie unterstützt er den Neuplatonismus und wendet sich gegen die Feinheiten des spätbarocken scholastischen Aristotelismus.